# Ehmeja
Ehmeja (lat. Aechmea nom. cons.), rod vazdazelenih epifitnih trajnica iz porodice Bromeliaceae. Postoji preko 250 priznatih vrsta u Srednjoj, Antilskoj i Južnoj Americi.
Tipična je A. paniculata Ruiz & Pav., koja raste samo po Peruu. U rod su uklopljene i vrste koje su pripadala rodu streptokaliks Streptocalyx Beer

## Opis
Aechmea, rod epifita (biljke koje se oslanjaju na druge biljke i imaju zračno korijenje izloženo vlažnoj atmosferi) iz porodice ananasa (Bromeliaceae), s više od 180 vrsta rasprostranjenih u tropskoj Americi. Listovi šiljastih rubova, obično dugi oko 30 do 60 cm (oko 12 do 24 inča), rastu u rozeti iz korijena. Iz središta raste klas crvenih i žutih cvjetova, često s plavim vrhovima. Mnoge se vrste uzgajaju kao sobne ukrasne biljke zbog šarenog lišća ili upadljivih cvjetova. Od vlaknastih listova A. magdalenae, porijeklom iz Srednje i Južne Amerike, prave se užad i konopci.

## Vrste
1. Aechmea abbreviata L.B.Sm.
2. Aechmea aculeatosepala (Rauh & Barthlott) Leme
3. Aechmea aenigmatica López-Ferr., Espejo, Ceja & A.Mend.
4. Aechmea aguadocensis Leme & L.Kollmann
5. Aechmea aiuruocensis Leme
6. Aechmea alba Mez
7. Aechmea alegrensis W.Weber
8. Aechmea alopecurus Mez
9. Aechmea amicorum B.R.Silva & H.Luther
10. Aechmea ampla L.B.Sm.
11. Aechmea andersonii H.Luther & Leme
12. Aechmea angustifolia Poepp. & Endl.
13. Aechmea anomala L.B.Sm.
14. Aechmea apocalyptica Reitz
15. Aechmea aquilega (Salisb.) Griseb.
16. Aechmea araneosa L.B.Sm.
17. Aechmea arenaria (Ule) L.B.Sm. & M.A.Spencer
18. Aechmea aripoensis (N.E.Br.) Pittendr.
19. Aechmea atrovittata Leme & J.A.Siqueira
20. Aechmea avaldoana Leme & W.Till
21. Aechmea azurea L.B.Sm.
22. Aechmea bahiana L.B.Sm.
23. Aechmea bambusoides L.B.Sm. & Reitz
24. Aechmea baudoensis Aguirre-Santoro & Betancur
25. Aechmea bauxilumii Áng.Fernández
26. Aechmea biflora (L.B.Sm.) L.B.Sm. & M.A.Spencer
27. Aechmea blanchetiana (Baker) L.B.Sm.
28. Aechmea blumenavii Reitz
29. Aechmea bocainensis E.Pereira & Leme
30. Aechmea brachystachys (Harms) L.B.Sm. & M.A.Spencer
31. Aechmea bracteata (Sw.) Griseb.
32. Aechmea brassicoides Baker
33. Aechmea brevicollis L.B.Sm.
34. Aechmea bromeliifolia (Rudge) Baker ex Benth. & Hook.f.
35. Aechmea bruggeri Leme
36. Aechmea caesia É.Morren ex Baker
37. Aechmea callichroma Read & Baensch
38. Aechmea calyculata (É.Morren) Baker
39. Aechmea campanulata L.B.Sm.
40. Aechmea candida É.Morren ex Baker
41. Aechmea cariocae L.B.Sm.
42. Aechmea carvalhoi E.Pereira & Leme
43. Aechmea castanea L.B.Sm.
44. Aechmea castelnavii Baker
45. Aechmea catendensis J.A.Siqueira & Leme
46. Aechmea cathcartii C.F.Reed & Read
47. Aechmea caudata Lindm.
48. Aechmea cephaloides J.A.Siqueira & Leme
49. Aechmea chantinii (Carrière) Baker
50. Aechmea coelestis (K.Koch) É.Morren
51. Aechmea colombiana (L.B.Sm.) L.B.Sm. & M.A.Spencer
52. Aechmea comata (Gaudich.) Baker
53. Aechmea confertiflora Aguirre-Santoro & Betancur
54. Aechmea confusa H.Luther
55. Aechmea conifera L.B.Sm.
56. Aechmea contracta (Mart. ex Schult. & Schult.f.) Baker
57. Aechmea correia-araujoi E.Pereira & Moutinho
58. Aechmea corymbosa (Mart. ex Schult. & Schult.f.) Mez
59. Aechmea costantinii (Mez) L.B.Sm.
60. Aechmea cucullata H.Luther
61. Aechmea cylindrata Lindm.
62. Aechmea cymosopaniculata Baker
63. Aechmea dactylina Baker
64. Aechmea dealbata É.Morren ex Baker
65. Aechmea decurva Proctor
66. Aechmea depressa L.B.Sm.
67. Aechmea dichlamydea Baker
68. Aechmea digitata L.B.Sm. & Read
69. Aechmea discordiae Leme
70. Aechmea disjuncta (L.B.Sm.) Leme & J.A.Siqueira
71. Aechmea distichantha Lem.
72. Aechmea downsiana Pittendr.
73. Aechmea echinata (Leme) Leme
74. Aechmea egleriana L.B.Sm.
75. Aechmea emmerichiae Leme
76. Aechmea entringeri Leme
77. Aechmea esseri Gross & Rauh
78. Aechmea eurycorymbus Harms
79. Aechmea farinosa (Regel) L.B.Sm.
80. Aechmea fasciata (Lindl.) Baker
81. Aechmea fendleri André ex Mez
82. Aechmea fernandae (É.Morren) Baker
83. Aechmea ferruginea L.B.Sm.
84. Aechmea filicaulis (Griseb.) Mez
85. Aechmea flavorosea E.Pereira
86. Aechmea flemingii H.Luther
87. Aechmea floribunda Mart. ex Schult. & Schult.f.
88. Aechmea fosteriana L.B.Sm.
89. Aechmea frassyi Leme & J.A.Siqueira
90. Aechmea fraudulosa Mez
91. Aechmea fuerstenbergii É.Morren & Wittm.
92. Aechmea fulgens Brongn.
93. Aechmea gamosepala Wittm.
94. Aechmea geminiflora (Harms) L.B.Sm. & M.A.Spencer
95. Aechmea gentryi H.Luther & K.F.Norton
96. Aechmea gigantea Baker
97. Aechmea glandulosa Leme
98. Aechmea gracilis Lindm.
99. Aechmea grazielae Martinelli & Leme
100. Aechmea guainumbiorum J.A.Siqueira & Leme
101. Aechmea guaratingensis Leme & L.Kollmann
102. Aechmea gurkeniana E.Pereira & Moutinho
103. Aechmea gustavoi J.A.Siqueira & Leme
104. Aechmea haltonii H.Luther
105. Aechmea hellae W.Weber
106. Aechmea heterosepala Leme
107. Aechmea hoppii (Harms) L.B.Sm.
108. Aechmea huebneri Harms
109. Aechmea iguana Wittm.
110. Aechmea itapoana W.Till & Morowetz
111. Aechmea joannis Strehl
112. Aechmea jungurudoensis H.Luther & K.F.Norton
113. Aechmea kautskyana E.Pereira & L.B.Sm.
114. Aechmea kentii (H.Luther) L.B.Sm. & M.A.Spencer
115. Aechmea kertesziae Reitz
116. Aechmea kleinii Reitz
117. Aechmea koesteri Manzan.
118. Aechmea kuntzeana Mez
119. Aechmea lactifera Leme & J.A.Siqueira
120. Aechmea lamarchei Mez
121. Aechmea lanata (L.B.Sm.) L.B.Sm. & M.A.Spencer
122. Aechmea lanjouwii (L.B.Sm.) L.B.Sm.
123. Aechmea lasseri L.B.Sm.
124. Aechmea leonard-kentiana H.Luther & Leme
125. Aechmea leppardii Philcox
126. Aechmea leptantha (Harms) Leme & J.A.Siqueira
127. Aechmea leucolepis L.B.Sm.
128. Aechmea lilacinantha Leme
129. Aechmea longicuspis Baker
130. Aechmea longifolia (Rudge) L.B.Sm. & M.A.Spencer
131. Aechmea longipedunculata Betancur & Aguirre-Santoro
132. Aechmea longiramosa Betancur & Aguirre-Santoro
133. Aechmea lueddemanniana (K.Koch) Mez
134. Aechmea lugoi (Gilmartin & H.Luther) L.B.Sm. & M.A.Spencer
135. Aechmea lymanii W.Weber
136. Aechmea maasii Gouda & W.Till
137. Aechmea macrochlamys L.B.Sm.
138. Aechmea maculata L.B.Sm.
139. Aechmea magdalenae (André) André ex Baker
140. Aechmea manzanaresiana H.Luther
141. Aechmea marauensis Leme
142. Aechmea marginalis Leme & J.A.Siqueira
143. Aechmea mariae-reginae H.Wendl.
144. Aechmea matudae L.B.Sm.
145. Aechmea mcvaughii L.B.Sm.
146. Aechmea melinonii Hook.
147. Aechmea mertensii (G.Mey.) Schult. & Schult.f.
148. Aechmea mexicana Baker
149. Aechmea milsteiniana L.B.Sm. & Read
150. Aechmea miniata (Beer) Baker
151. Aechmea mira Leme & H.Luther
152. Aechmea mollis L.B.Sm.
153. Aechmea moonenii Gouda
154. Aechmea moorei H.Luther
155. Aechmea mulfordii L.B.Sm.
156. Aechmea multiflora L.B.Sm.
157. Aechmea murcae (L.B.Sm.) L.B.Sm. & M.A.Spencer
158. Aechmea muricata (Arruda) L.B.Sm.
159. Aechmea mutica L.B.Sm.
160. Aechmea nallyi L.B.Sm.
161. Aechmea napoensis L.B.Sm. & M.A.Spencer
162. Aechmea nidularioides L.B.Sm.
163. Aechmea nigribracteata J.R.Maciel, Louzada & M.Alves
164. Aechmea nivea L.B.Sm.
165. Aechmea nudicaulis (L.) Griseb.
166. Aechmea organensis Wawra
167. Aechmea orlandiana L.B.Sm.
168. Aechmea ornata (Gaudich.) Baker
169. Aechmea pabstii E.Pereira & Moutinho
170. Aechmea pallida L.B.Sm.
171. Aechmea paniculata Ruiz & Pav.
172. Aechmea paniculigera (Sw.) Griseb.
173. Aechmea paradoxa (Leme) Leme
174. Aechmea paratiensis Leme & Fraga
175. Aechmea patriciae H.Luther
176. Aechmea pectinata Baker
177. Aechmea pedicellata Leme & H.Luther
178. Aechmea penduliflora André
179. Aechmea perforata L.B.Sm.
180. Aechmea phanerophlebia Baker
181. Aechmea pimenti-velosoi Reitz
182. Aechmea pineliana (Brongn. ex Planch.) Baker
183. Aechmea pittieri Mez
184. Aechmea podantha L.B.Sm.
185. Aechmea poitaei (Baker) L.B.Sm. & M.A.Spencer
186. Aechmea politii L.B.Sm.
187. Aechmea polyantha E.Pereira & Reitz
188. Aechmea prancei L.B.Sm.
189. Aechmea prasinata G.M.Sousa & Wand.
190. Aechmea prava E.Pereira
191. Aechmea pseudonudicaulis Leme
192. Aechmea pubescens Baker
193. Aechmea purpureorosea (Hook.) Wawra
194. Aechmea pyramidalis Benth.
195. Aechmea racinae L.B.Sm.
196. Aechmea ramosa Mart. ex Schult. & Schult.f.
197. Aechmea ramusculosa Leme
198. Aechmea reclinata Sastre & Brithmer
199. Aechmea recurvata (Klotzsch) L.B.Sm.
200. Aechmea recurvipetala Leme & L.Kollmann
201. Aechmea retusa L.B.Sm.
202. Aechmea roberto-anselmoi E.Pereira & Leme
203. Aechmea roberto-seidelii E.Pereira
204. Aechmea rodriguesiana (L.B.Sm.) L.B.Sm.
205. Aechmea roeseliae H.Luther
206. Aechmea romeroi L.B.Sm.
207. Aechmea rubens (L.B.Sm.) L.B.Sm.
208. Aechmea rubiginosa Mez
209. Aechmea rubroaristata Leme & Fraga
210. Aechmea rubrolilacina Leme
211. Aechmea saxicola L.B.Sm.
212. Aechmea seideliana W.Weber
213. Aechmea seidelii (Leme) L.B.Sm. & M.A.Spencer
214. Aechmea sergipana E.Pereira & Leme
215. Aechmea serragrandensis Leme & J.A.Siqueira
216. Aechmea serrata (L.) Mez
217. Aechmea servitensis André
218. Aechmea setigera Mart. ex Schult. & Schult.f.
219. Aechmea smithiorum Mez
220. Aechmea spectabilis (K.Koch) Brongn. ex Houllet
221. Aechmea sphaerocephala (Gaudich.) Baker
222. Aechmea squarrosa Baker
223. Aechmea stelligera L.B.Sm.
224. Aechmea stenosepala L.B.Sm.
225. Aechmea streptocalycoides Philcox
226. Aechmea strobilacea L.B.Sm.
227. Aechmea strobilina (Beurl.) L.B.Sm. & Read
228. Aechmea sucreana Martinelli & C.M.Vieira
229. Aechmea sumidourensis Leme
230. Aechmea tayoensis Gilmartin
231. Aechmea tessmannii Harms
232. Aechmea tillandsioides (Mart. ex Schult. & Schult.f.) Baker
233. Aechmea timida Leme
234. Aechmea tocantina Baker
235. Aechmea tomentosa Mez
236. Aechmea triangularis L.B.Sm.
237. Aechmea triticina Mez
238. Aechmea tuitensis Magaña & E.J.Lott
239. Aechmea vallerandii (Carrière) Erhardt, Götz & Seybold
240. Aechmea vanhoutteana (Van Houtte) Mez
241. Aechmea vasquezii H.Luther
242. Aechmea victoriana L.B.Sm.
243. Aechmea viridipetala A.F.Costa & Amorim
244. Aechmea warasii E.Pereira
245. Aechmea weberi (E.Pereira & Leme) Leme
246. Aechmea weilbachii Didr.
247. Aechmea werdermannii Harms
248. Aechmea williamsii (L.B.Sm.) L.B.Sm. & M.A.Spencer
249. Aechmea winkleri Reitz
250. Aechmea wittmackiana (Regel) Mez
251. Aechmea woronowii Harms
252. Aechmea xinguana A.K.Koch, Ilk.-Borg. & Forzza
253. Aechmea zebrina L.B.Sm.